# It Ain't Me
"It Ain't Me" é uma canção do DJ norueguês Kygo e da cantora estadunidense Selena Gomez, contida no primeiro extended play do primeiro Stargazing (2017). Foi composta por ambos em conjunto com Andrew Watt, Brian Lee e Ali Tamposi, sendo produzida por Kygo e Watt, com Watt, Ben Rice e Louis Bell servindo como produtores vocais. O seu lançamento como o primeiro single do produto ocorreu em 16 de fevereiro de 2017, através das gravadoras Interscope Records e Ultra Music.

## Faixas e formatos
| Download digital |               |         |  |
| N.º              | Título        | Duração |  |
| 1.               | "It Ain't Me" | 3:40    |  |

| Download digital (Tiësto's AFTER:HRS Remix) |                                          |         |  |
| N.º                                         | Título                                   | Duração |  |
| 1.                                          | "It Ain't Me" (Tiësto's AFTER:HRS Remix) | 3:12    |  |

## Créditos
Lista-se abaixo os profissionais envolvidos na elaboração de "It Ain't Me", de acordo com o serviço Tidal:
| - Kygo: composição, produção - Selena Gomez: composição, vocalista principal - Andrew Watt: composição, produção, produção vocal, violão - Brian Lee: composição - Ali Tamposi: composição | - Ben Rice: produção vocal - Louis Bell: produção vocal - Tom Coyne: masterização - Serban Ghenea: mixagem |

## Desempenho nas tabelas musicais
| Tabela musical (2017)                                  | Melhor posição |
| ------------------------------------------------------ | -------------- |
| Alemanha (Media Control Charts)                        | 2              |
| Austrália (ARIA Charts)                                | 4              |
| Áustria (Ö3 Austria Top 40)                            | 2              |
| Bélgica (Ultratop 50 de Flandres)                      | 4              |
| Bélgica (Ultratop 40 da Valônia)                       | 6              |
| Canadá (Canadian Hot 100)                              | 2              |
| Colômbia (National Report)                             | 4              |
| Croácia (Croatian Airplay Radio Chart)                 | 1              |
| Dinamarca (Tracklisten)                                | 2              |
| Escócia (The Official Charts Company)                  | 3              |
| Eslováquia (IFPI Slovenská Republika)                  | 2              |
| Espanha (Productores de Música de España)              | 6              |
| Estados Unidos (Billboard Hot 100)                     | 10             |
| Estados Unidos (Dance/Electronic Songs)                | 1              |
| Estados Unidos (Hot Dance Club Songs)                  | 7              |
| Estados Unidos (Pop Songs)                             | 2              |
| Estados Unidos (Adult Pop Songs)                       | 6              |
| Estados Unidos (Adult Contemporary)                    | 18             |
| Finlândia (IFPI Finlândia)                             | 3              |
| França (Syndicat National de l'Édition Phonographique) | 6              |
| Grécia (Greece Digital Songs)                          | 4              |
| Hungria (Magyar Hanglemezkiadók Szövetsége)            | 2              |
| Irlanda (Irish Recorded Music Association)             | 2              |
| Itália (Federazione Industria Musicale Italiana)       | 8              |
| Líbano (The Official Lebanese Top 20)                  | 2              |
| Luxemburgo (Luxembourg Digital Songs)                  | 7              |
| México (Mexico Airplay)                                | 6              |
| Noruega (VG-lista)                                     | 1              |
| Nova Zelândia (NZ Top 40 Singles)                      | 3              |
| Países Baixos (MegaCharts)                             | 3              |
| Polônia (Związek Producentów Audio Video)              | 5              |
| Portugal (Associação Fonográfica Portuguesa)           | 4              |
| Reino Unido (UK Singles Chart)                         | 7              |
| Reino Unido (UK Dance Singles Chart)                   | 2              |
| Chéquia (IFPI Česká Republika)                         | 4              |
| Suécia (Sverigetopplistan)                             | 2              |
| Suíça (Schweizer Hitparade)                            | 3              |
| União Europeia (Euro Digital Songs)                    | 5              |

| País (Empresa)             | Certificação |
| -------------------------- | ------------ |
| Austrália (ARIA)           | 4× Platina   |
| Áustria (IFPI Áustria)     | Platina      |
| Bélgica (BEA)              | 2× Platina   |
| Canadá (Music Canada)      | 7× Platina   |
| Dinamarca (IFPI Dinamarca) | Platina      |
| Espanha (PROMUSICAE)       | 2× Platina   |
| Estados Unidos (RIAA)      | Platina      |
| França (SNEP)              | Diamante     |
| Itália (FIMI)              | 3× Platina   |
| Nova Zelândia (RMNZ)       | Platina      |
| Reino Unido (BPI)          | Platina      |
| Suíça (IFPI Suíça)         | Platina      |

## Histórico de lançamento
| País           | Data                    | Formato(s)                                  | Gravadora(s)      |
| -------------- | ----------------------- | ------------------------------------------- | ----------------- |
| Mundo          | 16 de fevereiro de 2017 | Download digital                            | Interscope, Ultra |
| Itália         | 16 de fevereiro de 2017 | Rádios mainstream                           | Sony              |
| Países Baixos  | 18 de fevereiro de 2017 | Rádios mainstream                           | Interscope, Ultra |
| Estados Unidos | 21 de fevereiro de 2017 | Rádios mainstream                           | Interscope, Ultra |
| Reino Unido    | 24 de fevereiro de 2017 | Rádios mainstream                           | Interscope, Ultra |
| Estados Unidos | 14 de março de 2017     | Rádios rhythmic                             | Interscope, Ultra |
| Mundo          | 7 de abril de 2017      | Download digital (Tiësto's AFTER:HRS Remix) | Interscope, Ultra |